# 渐进主义
渐进主义（英語：Incrementalism），又称渐进调适或渐进模型，是一个有关决策制定的理论模型，由美国政治科学学者查爾斯·愛德華·林德布洛姆（Charles Edward Lindblom）在批判传统理性模型的基础上提出。渐进调适理论认为，决策制定的实际过程，例如分析问题、明确目标、提出方案、优化选择等，并不完全是一个理性过程，而是对以往的决策行为不断补充和修正的过程。因此，决策制定实际上是根据以往的经验，在现有的政策基础上实现渐进变迁。

## 参看
- 工具理性
- 有限理性
- 全面理性